# حمله هوایی به اردوگاه جبالیا
در ۳۱ اکتبر ۲۰۲۳، اردوگاه جبالیا مورد حمله جنگنده‌های اسرائیلی قرار گرفت که حداقل ۴۷ کشته برجای گذاشت. بیش از صد نفر در زیر آوار ناپدید شدند. وزارت کشور غزه اعلام کرد که این اردوگاه «کاملاً ویران شده است» و تخمین‌های اولیه حدود ۴۰۰ زخمی یا کشته شده است. سخنگوی ارتش اسرائیل دانیل هاگاری تأیید کرد که جنگنده‌های اسرائیلی به کمپ آوارگان حمله کردند و اظهار داشت که این حمله به کشته شدن ابراهیم بیاری، یکی از رهبران کلیدی حملات ۷ اکتبر و همچنین کشته شدن ده‌ها شبه‌نظامی در «مجموعه تونل‌های زیرزمینی گسترده» منجر شد.
اردوگاه آوارگان جبالیا بسیار پرجمعیت است و علیرغم دستور تخلیه، ویدئوهای شبکه‌های اجتماعی نشان می‌دهد که بسیاری از غیرنظامیان در کمپ باقی مانده‌اند. این اردوگاه در طول جنگ اسرائیل و حماس هدف حملات هوایی متعدد اسرائیل قرار گرفته بود. به گفته وزارت بهداشت غزه، این حمله هوایی بیش از صد نفر را زیر آوار گرفتار کرد. بیمارستان اندونزی اعلام کرد که بیشتر قربانیان زن و کودک بودند. وزارت کشور غزه اعلام کرد که این اردوگاه «به‌طور کامل ویران شده است» و تخمین‌های اولیه حدود ۴۰۰ زخمی یا کشته شده است. دانیل هاگاری ، سخنگوی ارتش اسرائیل، حمله جنگنده‌های اسرائیلی به اردوگاه آوارگان را تأیید کرد و اظهار داشت که در این حمله یکی از فرماندهان حماس که رهبری حملات ۷ اکتبر را بر عهده داشت، ده‌ها شبه‌نظامی فلسطینی کشته شد و تونل‌های فلسطینی را ویران کرد. حماس حضور هر فرماندهی را رد کرد و گفت که اسرائیل از این ادعاها به عنوان بهانه ای برای حمله استفاده می‌کند.

## محل فاجعه
کمپ پناهندگان جابالیا میزبان ۱۱۰۰۰۰ نفر در ۱٫۴ کیلومتر مربع است که آن را به یکی از پرجمعیت‌ترین مکان‌های جهان تبدیل می‌کند. در حالی که اسرائیل دستور تخلیه غزه را صادر کرده بود، ویدئوهای رسانه‌های اجتماعی از اواخر اکتبر نشان می‌دهد که تعداد زیادی از غیرنظامیان هنوز باقی مانده‌اند. از زمان آغاز بمباران نوار غزه توسط رژیم صهیونیستی، اردوگاه آوارگان جبالیا تا قبل از ۳۱ اکتبر چهار بار بمباران شده بود. اولین بمباران یک مسجد و یک بازار را ویران کرد. بیش از ۱۵۰ نفر در بمب‌گذاری‌های قبلی کشته شده بودند.

## حمله اسرائیل به اردوگاه
مدیر دفاع مدنی غزه به الجزیره گفت که اسرائیل شش بمب ساخت آمریکا را به این منطقه پرتاب کرد. نیویورک تایمز به نقل از یک تحلیلگر می‌گوید که این خسارات با مهمات حمله مستقیم مشترکی که اسرائیل استفاده می‌کند مطابقت دارد.
وزارت بهداشت غزه که توسط حماس اداره می‌شود در ابتدا از کشته شدن ۵۰ نفر و زخمی شدن ۱۵۰ نفر خبر داد. بیمارستان اندونزی، در همان نزدیکی، گفت که ۱۲۰ جسد را دریافت کرده و ۲۸۰ مجروح را مداوا کرده است که اکثر آنها زن و کودک هستند. نیویورک تایمز همچنین تأیید کرد که فیلم نشان می‌دهد که کودکان زیادی از زیر آوارها بیرون کشیده شده‌اند. گردان‌های قسام، شاخه نظامی حماس، گفت که در این حمله هفت غیرنظامی گروگان کشته شدند که سه نفر از آنها پاسپورت خارجی داشتند. وزارت بهداشت غزه در ۱ نوامبر اعلام کرد که حملات هر دو روز به کشته شدن ۱۹۵ نفر و مجروح شدن ۷۷۷ نفر دیگر منجر شد و ۱۲۰ نفر دیگر در زیر آوار مدفون شدند.

## اتهام جنایت جنگی به اسرائیل
بیانیه ارتش اسرائیل هیچ گونه احتمالی برای وقوع اشتباه (مثلاً شناسایی اشتباه هدف، خطای خلبان، نقص تسلیحات) ذکر نکرده است. همچنین ارتش اسرائیل نشان نداد که تلفات غیرنظامیان بیشتر از آن چیزی است که آنها انتظار داشتند. از این رو ناظران به این نتیجه رسیدند که حمله هوایی «بر اساس برنامه‌ریزی انجام شد.» لری لوئیس، مشاور وزارت امور خارجه آمریکا، گفت: این حمله نشان داد که تحمل اسرائیل در قبال تلفات غیرنظامیان به طور قابل توجهی بالاتر از آن چیزی است که ایالات متحده می‌پذیرد.
در ۲ نوامبر، دفتر حقوق بشر سازمان ملل متحد اعلام کرد که تلفات غیرنظامیان و مقیاس تخریب به این معنی است که این حمله می‌تواند جنایت جنگی باشد. عمر شاکر، یکی از مدیران دیده‌بان حقوق بشر، گفت که هشدارها برای تخلیه یک منطقه آنها را از وظایف خود برای محافظت از غیرنظامیان تخلیه نشده مستثنی نمی‌کند و اظهار داشت که حملاتی که انتظار می‌رود صدمات نامتناسب به غیرنظامیان و اموال غیرنظامیان وارد شود، طبق قوانین بین‌المللی ممنوع است.

## واکنش‌های بین‌المللی
این حمله بلافاصله توسط وزارت خارجه مصر، عربستان، اردن و قطر محکوم شد. بولیوی روابط دیپلماتیک خود را با اسرائیل قطع کرد و کلمبیا و شیلی سفیران خود را فراخواندند. رئیس‌جمهور برزیل، لولا داسیلوا از کشتار کودکان در این حملات ابراز ناراحتی کرد و از اسرائیل خواست که به حملات پایان دهد.